# 현대 표준 티베트어 문법
티베트 문법(Tibetan grammar)은 형태론(morphology), 통사론(syntax), 기타 표준 티베트어 문법인 한장어(漢藏語) 문법을 설명한다. 표준 티베트어는 언어유형학(linguistic typology)으로는 능격-절대격 언어(ergative–absolutive language)이다. 명사는 수(grammatical number)가 없지만 격(grammatical case)은 존재한다. 형용사는 격도 없으며 명사 뒤에 나온다. 지시사도 명사 뒤에 나오지만 수가 존재한다. 동사는 형태론에 있어 티베트 문법 중 가장 복잡하다. 여기서 다루는 티베트 방언은 중앙 티베트(Central Tibet) 구어, 특히 라싸(Lhasa)와 인근 지역 구어이지만, 스펠링은 구어대로 표기하지 않고 고전 티베트어(classical Tibetan)를 따른다.

## 명사와 격
명사는 성(grammatical gender)과 수(Grammatical number)가 없다.
자연적 성은 어휘를 통하여 드러낸다. 예를 들어, གཡག་(gyag) "숫야크," འབྲི་('bri) "야크와 소의 교배종(yak-cow)"가 있다. 인간이나 생명 명사에서 성은 접미사를 통해 지시된다. 접미사는 보통 པ་(pa) 혹은 པོ་(po)는 "남성", མ་(ma) 혹은 མོ་(mo)는 "여성"을 뜻한다.
- ཁམས་པ་(khams-pa) "캄(Kham)에서 온 남자"

→ ཁམས་མོ་(khams-mo) "캄에서 온 여자"
- མཛོ་(mdzo) "쪼(mdzo, 야크와 소의 교배종)"

→ མཛོ་མོ་(mdzo-mo) "암쪼"
수는 무생물 명사나 동물에게는 사용하지 않는다. 심지어 사람도 특정되거나 제한될 경우에만 복수 표지 ཚོ་(tsho)를 사용한다. 예를 들어, ཨ་མ་(a-ma) "엄마" → ཨ་མ་ཚོ་(a-ma-tsho) "그 엄마들(the mothers)". 티베트어는 한정성(限定性, definiteness)이 없으며, 맥락에서 유도된다.
티베트어 명사는 6개의 격을 갖는다.
절대격(Absolutive case), 능격(Ergative case, 혹은 주격agentive case), 속격(Genitive case), 탈격(Ablative case), 공동격(Comitative case, 혹은 associative case), 사격(Oblique case)이 그것이다. 관사(particle)는 온전한 명사구 전체에 붙으며 개별 명사에는 붙이지 않는다. 격접미사(Case suffix)는 명사구 전체에 붙지만, 실질명사(actual noun)는 변화하지 않는다. 접미사가 취하는 형태는 접미사가 붙는 단어 마지막 종성 소리에 따라 다르다.

### 절대격
절대격(absolutive case)은 명사 형태에 없지만 자동사(intransitive verb)의 주어, 타동사(transitive verb) 목적어, 감정의 경험자로 사용될 수 있다.

### 속격
속격(genitive case)은 소유를 나타내며 영어 "of"로 해석된다. 속격 접미사 형태는 명사의 마지막 음성에 따라 다르다.
- 마지막 소리가 모음, འ་('a) : འི་('i)
- 마지막 소리가 ག་(-g), ང་(-ng) : གི་(gi)
- 마지막 소리가 ད་(-d), བ་(-b), ས་(-s), 복후접자(secondary sound suffix) : ཀྱི་(kyi)
- 마지막 소리가 ན་(-n), མ་(-m), ར་(-r), ལ་(-l) : གྱི་(gyi)

ཆོས་ཀྱི་ འཁོར་ལོ(chos-kyi 'khor-lo) : 다르마의 바퀴(Wheel of dharma) 즉 법륜(法輪)
ལུག་གི་ པགས་པ(lug-gi pags-pa) : 양의 가죽(Skin of sheep)
속격은 관계절(relative clause)을 만드는 데에도 사용된다. 속격 접미사는 동사에 붙어서 "that"이나 "who"로 해석된다.
དེབ་ ནང་ལ་ ཡོད་པའི་ པར་(deb nang-la yod-pai par) : '책 안-에 있는 속격pai 사진'

### 동작주격
동작주격(agentive case) 혹은 능격(ergative case)은 형태상 ས་(-s)를 속격에 붙임으로써 속격 위에 형성된다. 그 결과는 다음과 같다.
- 마지막 소리가 모음이거나 འ་('a) : 접미사 ས་(-s)
- 마지막 소리가 ག་(-g) 혹은 ང་(-ng) :  접미사 གིས་(gis)
- 마지막 소리가 ད་(-d), བ་(-b), ས་(-s), 복후접자(secondary sound suffix) : 접미사 ཀྱིས་(kyis)
- 마지막 소리가 ན་(-n), མ་(-m) ར་(-r), ལ་(-l) :  접미사 གྱིས་(gyis)

동작주격은 능격과 도구격(instrumental case)을 담당한다. 능격 기능은 타동사의 주어, 동작주(agent), 원인사(causer), 정신적 행위와 언어적 행위의 동작주, 감각의 인지자와 함께 발생한다.

### 탈격
탈격(ablative case)은 항상 접미사 ནས་(nas)를 붙인다. 명사로부터 멀어지는 방향을 표시한다. 동작주격처럼 탈격은 능격을 표시하여 행동 동작주를 쵸시한다.

### 공동격
공동격(comitative case, associative case)은 접미사 དང་(dang)으로 표시한다. '~와, ~과' 내지는 '~와 함께', '~에 대(항)하여'라는 의미를 갖기도 하며, 해석하지 않아도 된다. 구어에서 공동격 접미사 사용 후 종지형(pause)이 사용된다.
- 예문 : པཱ་ལགས་དང་། ཨ་ཁུ་དང་། ཨ་ནེ།(paa-lags-dang, a-khu-dang, a-ne)
- 구조 : '아버지-공동격dang 삼촌-공동격dang 이모'
- 의미 : 아버지랑 삼촌이랑 이모

공동격 접미사는 다른 격이나 같은 명사나 명사구의 복수형 표지와는 사용할 수 없다.
- 예문 : ཨ་མ་དང་ སྤུ་གུ་ཚོ།(a-ma-dang spu-gu-tsho)
- 구조 : 엄마-속격dang 아이
- 의미 : 엄마랑 아이

- 예문 : བུ་དང་ བུ་མོ་ཚོར་ ལག་རྟགས་ སྦྲུས་པ་ཡོད།(bu-dang bu-mo-tsho-r lag-rtags sbrus-pa-yod)
- 구조 : 소년-속격dang 소년-여성(즉 소녀)-복수-여격r 동사lag(주다)현재형-과거-be:EX-EGO
- 의미 : 그들은 소년들과 소녀들에게 선물을 주었다.

### 사격
사격(oblique case) 접미사는 여격(dative case|l)과 위치격(locative case) 기능을 한다. 여격은 행동의 간접목적어에다 표시하고 '~로'로 해석된다. 위치격은 장소, 동작의 유무, 시간을 표시하고 '~에(서)'로 해석된다.
접미사는 두 가지가 있다. 하나는 명사의 마지막 소리에 따라 다르지만, 다른 하나는 그렇지 않다. –ར་(-r)는 모음과 འ་('a) 뒤에 사용되지만, –ལ་(-la)는 모음과 <'a>를 포함한 모든 소리 뒤에 쓰인다. <-r> 형은 단음절어에서 여격으로 거의 사용되지 않지만, 인칭대명사와, 지시사, 의문형용사에서는 예외이다.

## 대명사

### 인칭대명사
대명사는 1-3개의 사용변종(register), 그리고 단수, 쌍수, 복수의 3개의 수가 있다.
|       |       |       | 단수                | 쌍수                          | 복수                       |
| ----- | ----- | ----- | ------------------- | ----------------------------- | -------------------------- |
| 1인칭 | 1인칭 | 1인칭 | ང་(nga)             | ང་གཉིས་(nga-gnyis)             | ང་ཚོ་(nga-tsho)             |
| 2인칭 | 평칭  | 평칭  | རང་(rang)           | རང་གཉིས་(rang-gnyis)           | རང་ཚོ་(rang-tsho)           |
| 2인칭 | 존칭  | 존칭  | ཁྱེད་རང་(khyed-rang)  | ཁྱེད་རང་གཉིས་(khyed-rang-gnyis)  | ཁྱེད་རང་ཚོ་(khyed-rang-tsho)  |
| 2인칭 | 비칭  | 비칭  | ཁྱོད་(khyod)          | ཁྱོད་གཉིས་(khyod-gnyis)          | ཁྱོད་ཚོ་(khyod-tsho)          |
| 3인칭 | 평칭  | 평칭  | ཁོང་(khong)          | ཁོང་གཉིས་(khong-gnyis)          | ཁོང་ཚོ་(khong-tsho)          |
| 3인칭 | 친칭  | 남성  | ཁོ་(རང་)(kho-(rang)) | ཁོ་(རང་)གཉིས་(kho-(rang)-gnyis) | ཁོ་(རང་)ཚོ་(kho-(rang)-tsho) |
| 3인칭 | 친칭  | 여성  | མོ་(རང་)(mo-(rang))  | མོ་(རང་)གཉིས་(mo-(rang)-gnyis)  | མོ་(རང་)ཚོ་(mo-(rang)-tsho)  |

### 지시대명사
근칭 지시대명사(proximal demonstrative pronoun), 중칭 지시대명사(medial demonstrative pronoun), 원칭 지시대명사(distal demonstrative pronoun)가 있다.
- 근칭 འདི་('di) "이것"
- 중칭 དེ་(de) "저것"
- 원칭 ཕ་གི་(pha-gi) "저 멀리있는 저것 (더 멀리)"

འདི་('di)와 དེ་(de)는 또한 시간적 의미가 있다. འདི་('di)는 현재와 연결되며, དེ་(de)는 과거나 미래와 연결되어 있다.
- ལོ་འདི་(lo 'di) "올해 (현재 시간 참조)"
- ལོ་དེ་(lo de) "저 해(과거 혹은 미래 참조)"

반면, ཕ་གི་(pha-gi)는 공간적 거리만 표현할 수 있다. 이러한 지시대명사로부터 다음 부사가 유래한다.
- འདིར་('dir) "여기"
- དེར་(der) "거기"
- ཕ་གིར་(pha-gir) "저기"

지시사는 대명사와 형용사로 모두 쓰일 수 있다. 대명사로서 지시사는 3인칭 대명사처럼 행동하지만, 이전 절이나 사건을 지시하기도 한다. 형용사로서 지시사는 명사 뒤에 와서 다른 형용사들처럼 행동한다. 형용지시사와 대명지시사 모두 격과 수접미사를 받을 수 있다.

## 동사 종류

### 의지•무의지동사
동사를 의지동사(volitional verb)와 무의지동사(non-volitional verb) 두 종류로 나눌 수 있다. 전자는 통제 가능한 행동, 후자는 통제 불가능한 행동이다. 차이는 영어의 'look'과 'see', 'listen' 과 'hear'의 차이로 비교할 수 있다. 'listen'과 'look'은 하고 하지 않고를 선택할 수 있으나, 'see'와 'hear'는 고의적인 행동을 의미하지 않기 때문에 무의지이다. 두 종류는 각 종류마다 특정 접미사만을 사용할 수 있기 때문에, 티베트 동사를 변형시킬 때 중요하다. 이는 의지동사는 무의지동사와 같은 접미사를 사용할 수 없으며, 그 반대도 마찬가지라는 것을 의미한다. 예를 들어, མཐོང་པ་ཡིན་(mthong-pa-yin)은 <mthong>이 무의지동사이고 <pa-yin>은 의지접미사이기에 틀리다. 맞는 형태는 མཐོང་པ་རེད་(mthong-pa-red)으로 "나는 봤다(사실상 내 의지와 관계 없이 보였다)(I saw.)."라는 문장이다.

### 자•타동사
의지동사와 무의지동사 모두 타동사(transitive verb) 뿐만 아니라 자동사(intransitive verb)를 포함한다. 타동사와 자동사 형태는 같은 어근이라면 형태도 같다. 차이는 각 동사가 사용되는 방식에 따라서만 확실하다. 각 동사가 목적어를 취하면 타동사, 그렇지 않으면 자동사이다. 이 차이는 어떠한 격을 명사가 취할지를 결정한다.

### 동사 굴절
현대 티베트어 구어는 1-3개의 어간(word stem)이 있다. 현재-미래 어간, 과거 어간, 명령형 어간이 그것이다. 그러나 실제로 구어에서 사용하는 동사 대부분은 어간이 1개이며, 문어에서만 어간이 구분되어 사용한다. 이는 굴절이 동사 조동사(verbal auxiliary)의 사용에 주로 의존한다는 뜻이다. 동사는 접미사를 동사 어간 뒤에 붙이는 방식으로 굴절되며, 명사와 대명사 역시 비슷한 방식으로 굴절한다.

## 같이 보기
- 티베트어
- 표준 티베트어
- 티베트 문자

## 참고 문헌
- H. A. Jäschke (1881). 《Tibetan–English Dictionary》 reprint판. LONDON: Taylor and Francis. 671쪽. ISBN 9780710016010. 2011년 6월 30일에 확인함.(Original from Oxford University)
- Heinrich August Jäschke (1881). 《A Tibetan–English dictionary, with special reference to the prevailing dialects: To which is added an English-Tibetan vocabulary》. LONDON: Printed by Unger Brothers (T. Grimm). 671쪽. 2011년 6월 30일에 확인함.(Original from Harvard University)
- Heinrich August Jäschke (1883).  Heinrich Wenzel, 편집. 《Tibetan grammar》. 7 of Trübner's collection of simplified grammars 2판. LONDON: Trübner & co. 104쪽. 2011년 6월 30일에 확인함.(Original from Harvard University)
- Graham Sandberg (1894). 《Hand-book of colloquial Tibetan: A practical guide to the language of Central Tibet ...》. Calcutta: Thacker, Spink and co. 372쪽. 2011년 6월 30일에 확인함.(Original from Harvard University)
- Heinrich August Jäschke (1866). 《Romanized Tibetan and English dictionary》. 158쪽. 2011년 6월 30일에 확인함.(Original from Oxford University)
- Heinrich August Jäschke (March 2004),  1865, 2004 [Compendium, 편집., 《A short practical grammar of the Tibetan language, with special reference to the spoken dialects》, London: Hardinge Simpole, ISBN 1-84382-077-3. " ... contains a facsimile of the original publication in manuscript, the first printed version of 1883, and the later Addenda published with the Third Edition."—P. [4] of cover./ First edition published in Kye-Lang in Brit. Lahoul by the author, in manuscript, in 1865.
- Naga, Sangye Tandar. (2010). "Some Reflections on the Mysterious Nature of Tibetan Language" In: The Tibet Journal, Special issue. Autumn 2009 vol XXXIV n. 3-Summer 2010 vol XXXV n. 2. "The Earth Ox Papers", edited by Roberto Vitali, pp. 561–566.
- Nicolas Tournadre; Sangda Dorje (2003), 《Manual of Standard Tibetan》, New York: Snow Lion Publications, ISBN 1-55939-189-8 .
- Sarat Chandra Das (2000), 《Tibetan–English Dictionary (With Sanskrit Synonyms)》, Delhi: Motilal Banarsidass, ISBN 81-208-1713-3. (Reprint of the Calcutta : Bengal Secretariat Book Depot, 1902 edition.)
- Hodge, Stephen (2003), 《An Introduction to Classical Tibetan》, Orchid Press, ISBN 974-524-039-7.
- Bernard, Theos C. (1946), 《A Simplified Grammar of the Literary Tibetan Language》, Santa Barbara, California: Tibetan Text Society

ESS:essential
ASSERT:assertive
REV:revelatory
EGO:egophoric
TEST:testimonial